# Coccoloba persicaria
Coccoloba persicaria là một loài thực vật có hoa trong họ Rau răm. Loài này được Wedd. mô tả khoa học đầu tiên năm 1849.